# Oakland, California
Oakland este un oraș, sediul comitatului Alameda, statul California, Statele Unite ale Americii.
Oakland a fost fondat ca oraș în 1852. În ordinea celor mai mari orașe din California, Oakland se află pe locul opt. Oakland se află în partea de nord a Californiei, în zona cunoscută ca San Francisco Bay Area. În 2006, Oakland era cel de-al 44 oraș din Statele Unite.
Oakland este un port important de pe coasta de vest, și găzduiește sediul unor companii importante, cum ar fi Kaiser Permanente și Clorox. Oakland  găzduiește și sediul central al companiilor Dreyer's și Cost Plus World Market.
Rand McNally a numit Oakland ca orașul cu cea mai bună vreme din Statele Unite. Recesământul din Statele Unite din anul 2000 a identificat orașele Oakland și Long Beach (ambele din California) ca cele mai diverse din punct de vedere al ethnicități (Oakland a fost înregistrat ca având peste 150 de limbi vorbite în perimetrul său) 
Cele mai importante zone turistice din Oakland sunt Jack London Square, Oakland Museum of California, Chabot Space and Science Center, Lake Merritt și Chinatown-ul din Oakland.

## Personalități născute aici
- George Stevens (1904 - 1975), regizor, scenarist;
- Buster Crabbe (1908 - 1983), înotător;
- Anthony Boucher (1911 - 1968), scriitor;
- Jo Van Fleet (1915 - 1996), actriță;
- Alfred Coppel (1921 - 2004), scriitor;
- Thomas Schelling (1921 - 2016), economist, laureat Nobel;
- Fernando Corbató (1926 - 20190, informatician;
- Ed Elisian (1926 - 1959), pilot de Formula 1;
- Robert Culp (1930 - 2010), actor;
- Galen Rowell (1940 - 2002), fotograf, alpinist;
- Seasick Steve (n. 1941), muzician;
- Catherine Asaro (n. 1955), scriitoare;
- Aaron Burckhard (n. 1963), muzician instrumentist;
- Kamala Harris (n. 1964), vicepreședinte al SUA;
- Brandon Lee (1965 - 1993), actor;
- Robb Flynn (n. 1968), chitarist;
- Adam Duce (n. 1972), muzician;
- Keyshia Cole (n. 1981), cântăreață;
- Zendaya (n. 1996), actriță, cântăreață, dansatoare, model.